# أندريا سشينيتي
أندريا سشينيتي (بالإيطالية: Andrea Schenetti)‏ (9 مارس 1991 بميلانو في إيطاليا - ) هو لاعب كرة قدم إيطالي في مركز الهجوم. لعب مع إيه سي ميلان ونادي لوكيزي ونادي سودتيرول وسورينتو كالتشيو ‏ ونادي براتو.

## وصلات خارجية
- أندريا سشينيتي على موقع قاعدة بيانات كرة القدم.إي يو (الإنجليزية)
- أندريا سشينيتي على موقع بيانات كرة القدم. دي إي (الألمانية)
- أندريا سشينيتي على موقع Soccerbase.com (لاعب) (الإنجليزية)
- أندريا سشينيتي على موقع Soccerway.com (الإنجليزية)
- أندريا سشينيتي على موقع عالم كرة القدم.نت (الإنجليزية)